# The Boy Named If
| Recensione          | Giudizio |
| ------------------- | -------- |
| Allmusic            | [ 1 ]    |
| American Songwriter | [ 2 ]    |
| Classic Rock        | [ 3 ]    |
| Paste               | 7.8/10   |
| Pitchfork           | 7.5/10   |
| Slant Magazine      | [ 6 ]    |

The Boy Named If è il trentaduesimo album in studio del cantautore inglese Elvis Costello, pubblicato a nome Elvis Costello and The Imposters nel 2022.

## Tracce
Testi e musiche di Elvis Costello.
1. Farewell, OK – 2:54
2. The Boy Named If – 4:24
3. Penelope Halfpenny – 2:57
4. The Difference – 3:45
5. What If I Can't Give You Anything But Love? – 4:03
6. Paint the Red Rose Blue – 4:46
7. Mistook Me for a Friend – 4:13
8. My Most Beautiful Mistake – 4:47
9. Magnificent Hurt – 3:13
10. The Man You Love to Hate – 4:53
11. The Death of Magic Thinking – 3:31
12. Trick Out the Truth – 4:53
13. Mr. Crescent – 3:39

## Formazione
- Elvis Costello – voce, chitarra; piano (6)
- Davey Faragher – voce, basso; contrabbasso (12)
- Pete Thomas – batteria, percussioni
- Steve Nieve – tastiera, piano
- Sebastian Krys – cori (3, 4)
- Nicole Atkins – voce (8)